# Hærmændene paa Helgeland
Hærmændene paa Helgeland  is een toneelstuk uit 1858 van de Noorse auteur Henrik Ibsen. De eerste uitvoering was in het Kristiania Norske Theater op 24 november 1858, onder regie van de auteur.

## Verhaal
Het verhaal speelt zich af in Helgeland in het noorden van Noorwegen in de 10e eeuw tijdens de regeerperiode van Erik I van Noorwegen (ca. 931-933).
De hoofdpersonages zijn Ornulf, een IJslands stamhoofd, met zijn zeven zonen, zijn dochter Dagny en pleegdochter Hordis, en hun ontvoerders Sigurd en Gunnar. Ornulf komt met zijn zonen naar Noorwegen om zijn dochters terug te halen. Het grootste deel van de plot draait rond Hjordis, die verantwoordelijk is voor de dood van de zonen van Ornulf en Sigurd en die op het einde van het stuk zelfmoord pleegt. Het verhaal is een tragedie, geïnspireerd door de IJslandse en Noorse sagen en de Germaanse mythe van Sigmund en Bruinhilde.

## Première
De eerste opvoering van het stuk was in het Kristiania Norske Theater, maar dat was oorspronkelijk niet de bedoeling. Omdat hij de ploeg van het Norske Theater niet capabel genoeg achtte, stuurde hij het eerst naar het Christiania Danske Theater. Hoewel men daar wel enthousiast was, bleek men niet over de nodige middelen te beschikken om het stuk op te voeren.
Ibsen was hierover zeer ontstemd, iets wat hij ook uitte in diverse krantenartikels waarin hij felle kritiek uitte op het bestuur van het Danske Theater. Ondanks zijn twijfels bij de mogelijkheden van het Norske Theater, besloot hij het stuk toch daar op te voeren, maar wel met hem als regisseur. Onder meer door de ontstane polemiek werd het succesvol onthaald, al waren er slechts enkele opvoeringen.